# Erwin Chargaff
Erwin Chargaff (11 de agosto de 1905 - 20 de junio de 2002) fue un bioquímico austriaco judío, que emigró en 1935 a los Estados Unidos durante la anexión nazi de su país, y profesor de bioquímica en la facultad de Medicina de la Universidad de Columbia.
A partir de múltiples experimentos, Chargaff descubrió dos reglas que rigen la composición química del ADN y que más tarde ayudaron al descubrimiento de su estructura en doble hélice. La composición de bases púricas y pirimidínicas varía entre organismos, sin embargo, las proporciones de A/T (adenina/timina) y C/G (citosina/guanina) son iguales entre sí. Esto contradecía lo anteriormente propuesto por Phoebus Levene.

## Biografía
Erwin Chargaff nació el 11 de agosto de 1905 en Czernowitz, Bukowina, entonces parte del Imperio austrohúngaro y que actualmente es Chernivtsi, en Ucrania. Estudió química en Viena, luego pasa dos años en la Universidad de Yale. Desde 1930 trabaja en la Universidad de Berlín hasta que se traslada en al Instituto Pasteur en París en 1933. En 1935, Chargaff emigró a Nueva York, trabajando como investigador asociado en el departamento de bioquímica de la Universidad de Columbia, donde desarrolló la mayor parte de su carrera profesional. Más tarde, pasaría a ser profesor ayudante en 1938 y profesor en 1952.En 1940, se naturalizó como ciudadano estadounidense.
En 1984 le fue conferido el Johann-Heinrich-Merck-Preis.